# Rickard Hugg
Rickard Hugg, född 18 januari 1999 i Hudiksvall, är en svensk professionell ishockeyspelare som spelar för Skellefteå AIK i SHL. Han har tidigare spelat för Kitchener Rangers i Ontario Hockey League.

## Klubbar
- Leksands IF J20, SuperElit (2015/2016 - 2016/2017)
- Kitchener Rangers, OHL (2017/2018 - 2018/2019)
- Skellefteå AIK, SHL (2019/2020 - )